# Claire Spinucci
Claire Spinucci, (en italien Chiara Spinucci) née le 3 août 1741 à Fermo, morte à Porto San Giorgio le 23 novembre 1792 avant le départ de son époux en Saxe, est la fille du comte Giuseppe Spinucci et de Béatrice Vecchi-Buratti, et la sœur du cardinal Domenico Spinucci.

## Biographie
Claire Spinucci était demoiselle d'honneur, à la cour de Saxe, de Marie-Antoinette de Bavière (Maria-Antonia von Bayern épouse de l’Électeur Frédéric IV de Saxe puis, à la mort de ce dernier en 1763, Régente et Électrice douairière de Saxe). L’Électrice et son époux, grands connaisseurs en matière de musique firent venir de nombreux Italiens, amateurs éclairés, interprètes ou compositeurs renommés, à la cour de Saxe. La jeune comtesse Spinucci, talentueuse cantatrice, se lia avec François-Xavier de Saxe (frère de Frédéric IV) qu'elle épousera secrètement en 1765 et auquel elle donnera neuf enfants. 

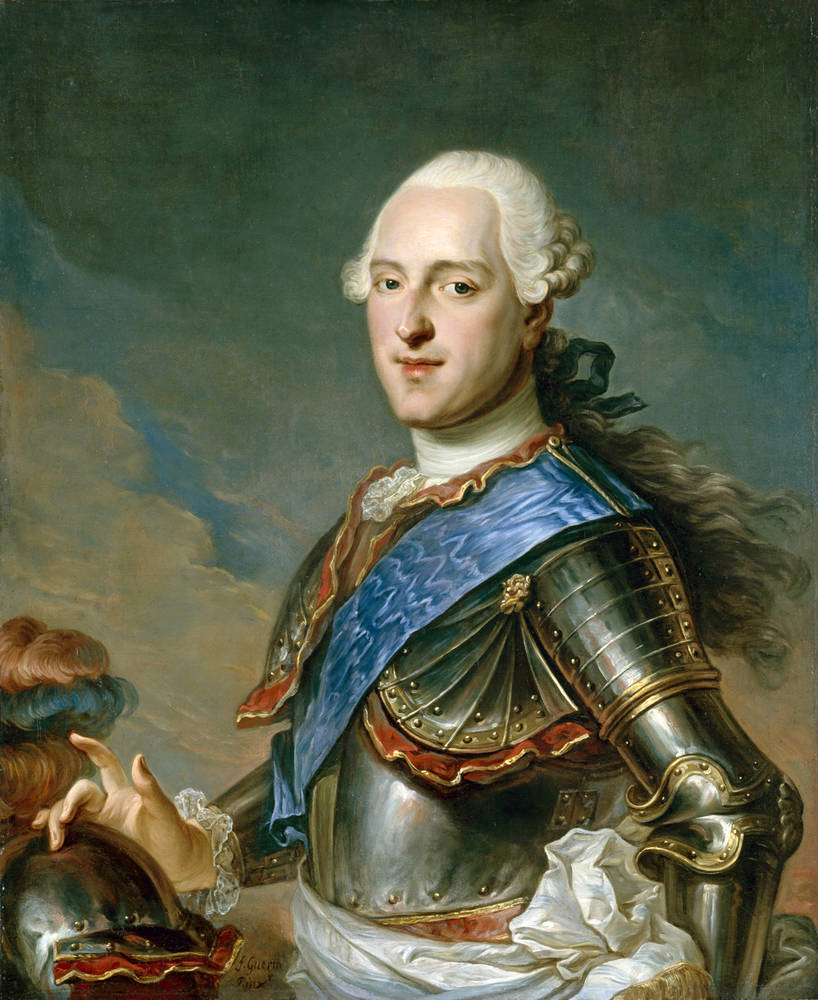
Xavier de Saxe lieutenant-général en 1758

Le couple ira vivre en France, où François-Xavier avait déjà servi comme officier et où vivait sa sœur Marie-Josèphe, épouse du Dauphin fils de Louis XV.
Le roi Louis XVI, neveu du prince de Saxe, fera reconnaître en France en 1777 la validité de ce mariage et la légitimité des enfants. Le titre de comtesse de Lusace (ou von der Lausitz) sera conféré à l'épouse morganatique du prince François-Xavier ainsi qu'à ses enfants ("de Saxe, comte/comtesse de Lusace").
François-Xavier chargea le sculpteur Domenico Cardelli (1767-1796) d'exécuter le monument funéraire de sa femme, toujours visible dans la cathédrale de Fermo. Les bustes de François-Xavier et de Claire sont conservés au palais des prieurs de Fermo.